# Frank Saker
Frank Saker   (Toronto, 10 d'agost de 1907 - Toronto, 6 d'abril de 1980) fou un piragüista canadenc que va competir durant la dècada de 1930.
El 1936 va prendre part en els Jocs Olímpics de Berlín, on disputà dues proves del programa de piragüisme. Fent parella amb Harvey Charters, guanyà la medalla de plata en la competició del C-2 10.000 metres i la de bronze en la de C-2 1.000 metres.